# مناطق خفض التصعيد (سوريا)
وقّع في أستانا، 4 مايو (أيار) 2017 كل من الإتحاد الروسي، جمهورية إيران الإسلامية وجمهورية تركيا كدول ضامنة لمراقبة نظام وقف إطلاق النار في الجمهورية العربية السورية على إنشاء مناطق لتخفيف التصعيد مسترشدة بأحكام قرار مجلس الأمن 2254 (2015). مؤكدة من جديد التزامها بسيادة الجمهورية العربية السورية واستقلالها ووحدتها وسلامتها الإقليمية ومعربة عن تصميمها على خفض مستوى التوترات العسكرية وتوفير الأمن للمدنيين في الجمهورية العربية السورية، وبهدف وضع نهاية فورية للعنف وتحسين الحالة الإنسانية وتهيئة الظروف الملائمة للنهوض بالتسوية السياسية للنزاع في الجمهورية العربية السورية.

## مناطق تخفيف التصعيد
المحافظات التالية مناطق تخفيف تصعيد بين الحكومة السورية والمعارضة السورية لعام 2017 :
1. العاصمة دمشق
2. محافظة ريف دمشق
3. محافظة حلب
4. محافظة حمص
5. محافظة حماة
6. محافظة إدلب
7. محافظة اللاذقية
8. محافظة درعا
9. محافظة القنيطرة

-يستثنى محافظتي الرقة ودير الزور من الاتفاق لوقوعها تحت سيطرة داعش وتتعرض لهجمات من المعارضة والحكومة ووحدات حماية الشعب الكردي على حد سواء .
- محافظة طرطوس واقعه بالكامل تحت سيطرة الحكومة.
- محافظة الحسكة واقعة بالكامل تحت سيطرة وحدات حماية الشعب الكردي
-محافظة السويداء واقعة تحت سيطرة لجان مكونه من سكان المحافظة.

## في إطار مناطق تخفيف التصعيد
إن إنشاء مناطق تخفيض التصعيد والخطوط الآمنة هو إجراء مؤقت وستكون مدته في البداية 6 أشهر، يبدأ سريان مفعوله اعتباراً من 6/ 5/ 2017 وسيتم تمديده تلقائياً إذا لم تعترض أحد الدول الضامنة. ويضمن ذلك أيضاً:
- وقف الأعمال العدائية بين الأطراف المتنازعة (حكومة الجمهورية العربية السورية وجماعات المعارضة المسلحة التي انضمت إلى نظام وقف إطلاق النار وستنضم إليه) باستخدام أي نوع من أنواع الأسلحة، بما في ذلك الضربات الجوية.
- توفير إمكانية وصول المساعدات الإنسانية بسرعة وأمان من دون معوقات.
- توفير الظروف لتقديم المعونة الطبية للسكان المحليين وتلبية الاحتياجات الأساسية للمدنيين.
- اتخاذ تدابير لاستعادة مرافق البنية التحتية الأساسية، بدءا بشبكات المياه والكهرباء.
- توفير الظروف اللازمة لعودة اللاجئين والنازحين داخلياً بصورة آمنة وطوعية.
- منع وقوع حوادث ومواجهات عسكرية بين الأطراف المتنازعة، تنشأ على حدود مناطق تخفيف التصعيد خطوط أمنية.